# Chicago Seven
Die Chicago Seven (ursprünglich Chicago Eight) waren sieben (zunächst acht) US-amerikanische politische Aktivisten, die wegen Verschwörung, Aufhetzung, Demonstrationen und anderer Delikte angeklagt und 1968 vor Gericht gestellt wurden. Das Gerichtsverfahren stand in Verbindung mit den Anti-Vietnamkriegs-Protesten in Chicago anlässlich der Democratic National Convention.

## Vorausgegangener Vorfall
Der Parteitag der Demokraten Ende August 1968 war Schauplatz massiver Demonstrationen gegen den Vietnamkrieg. Mehrere tausend Menschen erschienen mit Schildern und Bannern und in knüpfbatikgefärbten T-Shirts, machten Musik, tanzten und trugen Gedichte vor. Von den Yippies wurde auch ein Schwein, genannt „Pigasus der Unsterbliche“, in die Stadt gebracht, das als Kandidat für die Präsidentschaftswahlen der USA aufgestellt werden sollte. Anfangs herrschte eine karnevalartige Atmosphäre. Mehrere Demonstranten jedoch reagierten auf die Ankündigung einer nächtlichen Ausgangssperre mit Steinwürfen. Mit Schlagstöcken und Tränengas griff die Polizei ein. Einige Demonstranten wurden verhaftet.

## Bobby Seale
Seale wurde anfangs von Charles Garry vertreten, der zur Anklageerhebung am 9. April erschien. Vor Prozessbeginn wurde Seale in Connecticut wegen Verschwörung zum Mord an einem mutmaßlichen Polizeiinformanten angeklagt, weshalb ihm während des Prozesses eine Kaution verweigert wurde. Garry konnte nicht reisen, weil er sich von einer Operation erholen musste, und Richter Hoffman lehnte den Antrag auf Verschiebung des Prozessbeginns ab. Der Richter lehnte es auch ab, Seale zu erlauben, sich selbst zu vertreten, u. a. weil Kunstler am 24. September eine Vollmacht für Seale unterschrieben hatte, um ihn im Gefängnis besuchen zu können, so dass Kunstlers Antrag, sich als Seales Anwalt zurückzuziehen, eine „absolute Ermessensentscheidung“ des Richters war, und Richter Hoffman entschied, dass Seale von Kunstler vertreten wurde.
Seale protestierte gegen das Vorgehen des Richters mit dem Argument, es sei nicht nur rechtswidrig, sondern auch rassistisch, und erklärte am 26. September vor Gericht: „Wenn mir dieses Recht auf einen wirksamen Rechtsbeistand meiner Wahl durch den Richter dieses Gerichts konsequent verweigert wird, dann kann ich den Richter nur als einen unverhohlenen Rassisten des US-Gerichts betrachten.“ Seale war an zwei Tagen der Kongresswoche weniger als 24 Stunden in Chicago gewesen und war kurz vor Beginn des Kongresses als Ersatz für Eldridge Cleaver eingeladen worden, so dass die Beweise gegen ihn aus der Aussage des verdeckten Polizeibeamten Robert Pierson bestanden, über eine Rede von Seale im Lincoln Park, in der Seale laut Pierson seine Zuhörer aufgefordert hatte, „ein paar Schweine zu grillen“, und Richter Hoffman erlaubte Pierson trotz des Einspruchs der Verteidigung, seine Meinung zu äußern, dass dies „ein paar Schweine zu verbrennen“ bedeute. Am Morgen des 29. Oktober, nachdem Seale Richter Hoffman als „verkommenes rassistisches Schwein, faschistischer Lügner“ bezeichnet hatte, antwortete der Richter: „Ich möchte zu Protokoll geben, dass der Tonfall von Mr. Seale schreiend, auf den Tisch schlagend und schreiend war“, und Seale antwortete: „Wenn ein Zeuge im Zeugenstand gegen mich aussagt und ich aufstehe und für mein Recht auf einen Anwalt und meine Verteidigung eintrete und Sie mir das verweigern, habe ich das Recht, diese Forderungen zu stellen. Ich habe das Recht, diese Forderungen in Bezug auf meine verfassungsmäßigen Rechte zu stellen. Ich habe das verfassungsmäßige Recht zu sprechen, und wenn Sie versuchen, mein verfassungsmäßiges Recht zu unterdrücken, für meine verfassungsmäßigen Rechte einzutreten, dann kann ich Sie nur als einen Fanatiker, einen Rassisten und einen Faschisten ansehen, und das habe ich bereits gesagt und deutlich zu Protokoll gegeben.“ In der Nachmittagssitzung am 29. Oktober ordnete Richter Hoffman an, Seale zu fesseln, zu knebeln und an einen Stuhl zu ketten. Laut John Schultz begann die Geschworene Jean Fritz zu weinen, als sie in den Gerichtssaal gelassen wurde, und andere Geschworene „zuckten bei diesem Anblick heftig in ihren Sitzen.“ An drei Tagen erschien Seale gefesselt und geknebelt vor den Geschworenen, kämpfte darum, sich zu befreien, und schaffte es manchmal, lautstark auf sein Recht zu bestehen, sich selbst zu verteidigen. Am 30. Oktober erklärte Kunstler in öffentlicher Sitzung: „Dies ist kein Gericht der Ordnung mehr, Euer Ehren; dies ist eine mittelalterliche Folterkammer.“  Am 5. November erklärte der Richter den Prozess gegen Seale für fehlerhaft, und aus den Chicago Eight wurden die Chicago Seven, wobei Seales Fall für einen späteren Prozess abgetrennt wurde, der nie stattfand.

## Prozess
Eine Grand Jury verhandelte gegen acht Demonstranten und acht Polizisten. Die ursprünglichen acht Personen, die am 20. März 1969 angeklagt wurden, waren: Abbie Hoffman, Jerry Rubin, David Dellinger, Tom Hayden, Rennie Davis, John R. Froines, Lee Weiner und Bobby Seale. Die Verteidiger waren William M. Kunstler und Leonard Weinglass vom Center for Constitutional Rights; den richterlichen Vorsitz führte Julius Hoffman, Staatsanwalt war Tom Foran. Die Verhandlung begann am 24. September 1969.
Die Chicago Eight wurden damit zu den Chicago Seven. Während des Verfahrens kam es zu mehreren Spannungen zwischen Angeklagten und Richter. Die Angeklagten Hoffman und Rubin erschienen einmal im Gerichtssaal in richterliche Roben gekleidet. Hoffman warf dem Richter Luftküsse zu. Beim Urteilsspruch empfahl Hoffman dem Richter, LSD zu versuchen, und bot ihm an, ihn mit einem Dealer in Florida bekannt zu machen.
Der Prozess erregte starkes öffentliches Aufsehen und wurde zum Fokus für eine ständig wachsende Zahl von Protest-Anhängern. Es zog sich über Monate hin, mit vielen Vertretern der amerikanischen Linken und der linken Gegenkultur, die als Zeugen aussagten (unter ihnen der Sänger Arlo Guthrie, der Autor Norman Mailer, der LSD-Verfechter Timothy Leary und der Geistliche Jesse Jackson). Als sich am 9. Oktober die Demonstrationen aus dem Gerichtssaal hinaus ausweiteten, marschierte die Nationalgarde auf.
Letztendlich wurden am 18. Februar 1970 alle sieben Angeklagten in Hinblick auf den Vorwurf der Verschwörung für nicht schuldig befunden. Froines und Weiner wurden freigesprochen. Die anderen fünf Angeklagten wurden für schuldig befunden, einen Volksaufruhr angezettelt zu haben. Sie wurden am 20. Februar 1970 zu fünf Jahren Haft und einer Geldstrafe von 5000 $ verurteilt.

## Aufhebung der Urteile
Die Urteile gegen die Chicago Seven wurden am 21. November 1972 in einem Berufungsverfahren vom United States Court of Appeals for the Seventh Circuit aufgehoben. Die Gründe für die Aufhebung waren unter anderem die Überwachung der Büros der Verteidiger durch das FBI, die Voreingenommenheit des Richters und seine Weigerung, die Verteidigungsanwälte die Anwärter für das Geschworenenamt bezüglich ihrer kulturellen Ausrichtung befragen zu lassen.
Während des Verfahrens wurden alle Angeklagten und beide Verteidigungsanwälte wegen Missachtung des Gerichts zu Gefängnisstrafen verurteilt. Auch diese Urteile wurden aufgehoben. Die Anklagen wegen Missachtung wurden vor einem anderen Richter neu verhandelt. Dieser sprach Dellinger, Rubin, Hoffman und Kunstler in einigen Punkten der Anklage schuldig, verurteilte die Angeklagten aber weder zu einer Haft- noch zu einer Geldstrafe.

## Rezeption
Die Ereignisse von Chicago wurden von der Band Chicago in ihrem Song Someday, von Crosby, Stills, Nash & Young in Chicago und im Film Chicago 10 verarbeitet. Jean-Luc Godard verarbeitete die Erlebnisse 1971 in Vladimir et Rosa (Wladimir und Rosa), einem Film in der Tradition des dokumentarischen Theaters. 2020 erschien der Spielfilm The Trial of the Chicago 7 auf Netflix.